# Dirphia hircia
Dirphia hircia är en fjärilsart som beskrevs av Pieter Cramer 1775. Dirphia hircia ingår i släktet Dirphia och familjen påfågelsspinnare. Inga underarter finns listade i Catalogue of Life.